# Völkermord in Putumayo

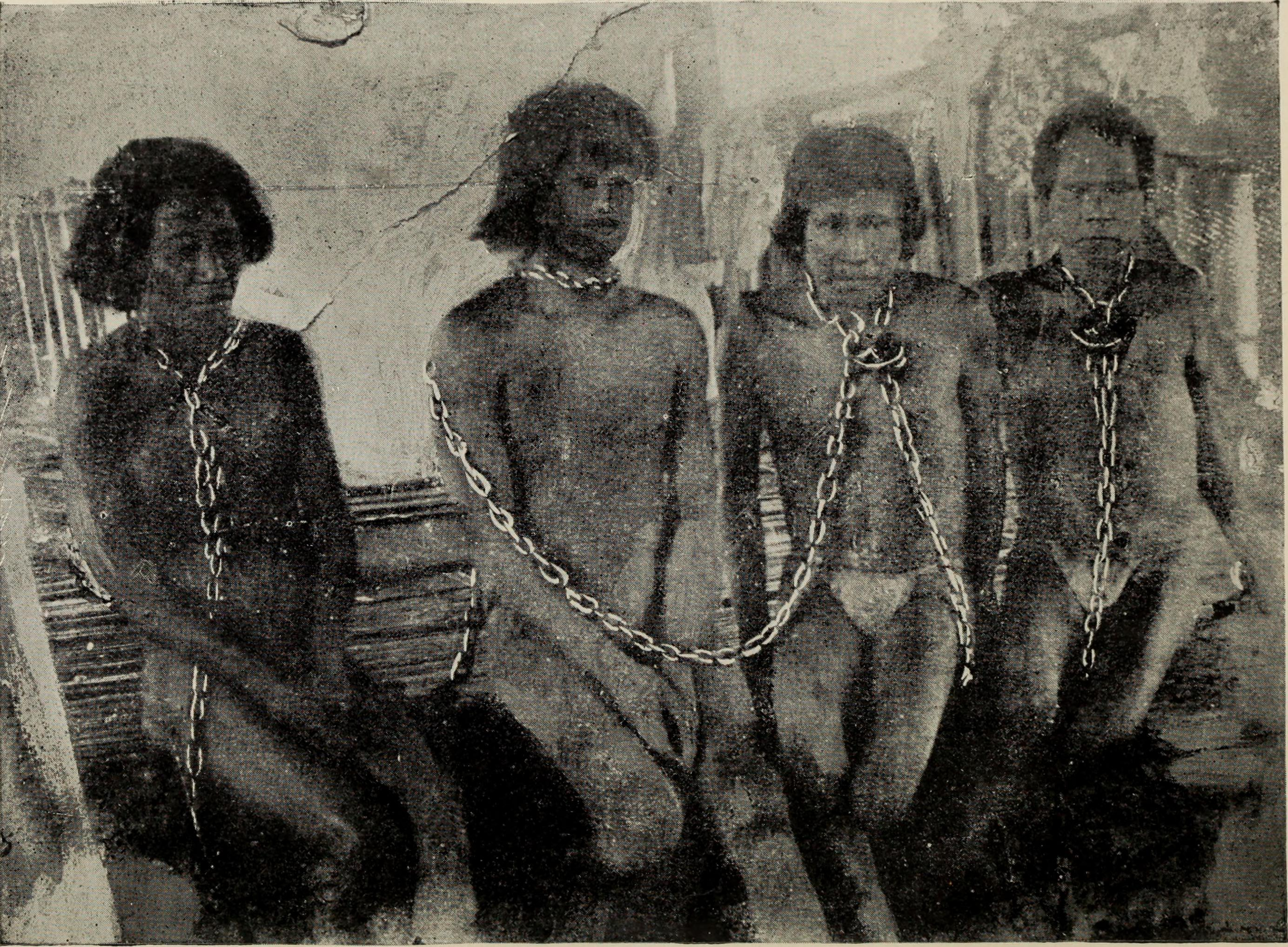
Huitoto unter Bedingungen der Sklaverei, 1907

Putumayo-Völkermord ist die Bezeichnung für die Versklavung, die Massaker und den Ethnozid an der indigenen Bevölkerung des Amazonasgebiets durch die Peruanische Amazonasgesellschaft, insbesondere in dem Gebiet zwischen dem Rio Putumayo und dem Rio Caquetá während des Kautschukbooms am Amazonas von 1879 bis 1912 mit geschätzten 40.000 bis 250.000 Toten.

## Hintergrund
Der Cinchona-Boom und der Beginn des Amazonas-Kautschukbooms im Jahr 1879 förderten die Erkundung und Besiedlung des unkolonisierten Landes zwischen Brasilien, Kolumbien, Peru und Bolivien. Eine der ersten bedeutenden Expeditionen in der Region wurde 1874 von Rafael Reyes auf der Suche nach Quina unternommen. Reyes war von 1874 bis 1884 im Putumayo-Gebiet tätig und hatte sein Hauptquartier in La Sofia eingerichtet. Die Mitglieder dieser Expedition kehrten später in die Region zurück, weil sie den Reichtum an Kautschukbäumen und indigenen Stämmen bemerkten, die sie als Arbeitskräfte nutzen wollten. In den Jahren 1884 bis 1895 gab es eine Welle neuer Menschen, die diese Ressourcen ausbeuten wollten. Zu diesen Leuten gehören die Calderón-Brüder, Crisóstomo Hernández und Benjamin Larrañaga. Die beiden Letztgenannten waren Kolumbianer und Veteranen der ursprünglichen Reyes-Expedition von 1874. Benjamin Larrañaga und Hernández ließen sich im späteren La Chorrera nieder, die Calderón Hermanos in El Encanto. Diese Männer machten es sich zur Aufgabe, die Huitotos, die Andokes und die Boras-Stämme auszubeuten und zu verschulden – mit dem Ziel, Kautschuk zu gewinnen.

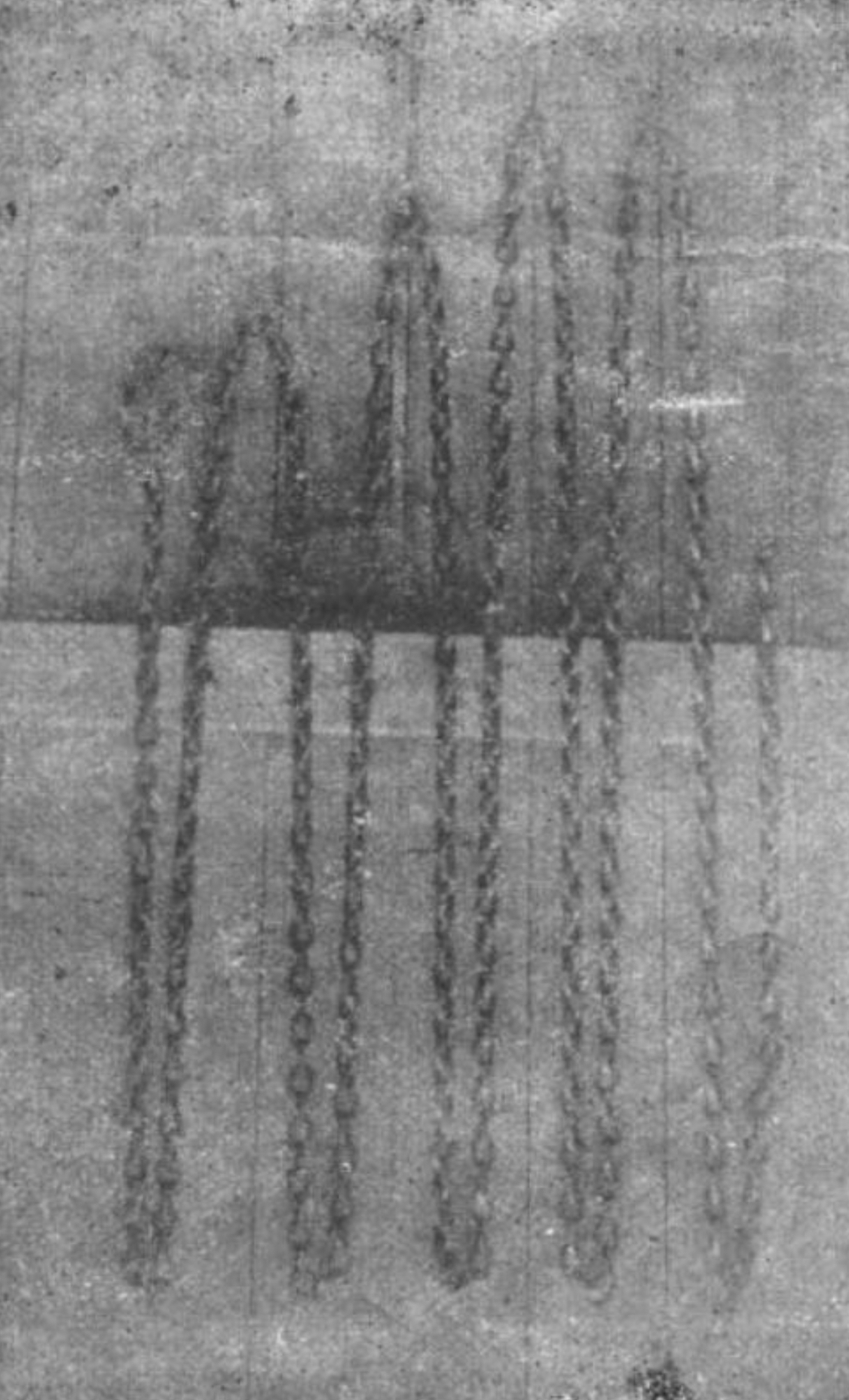
Metallkette, die von der Peruanischen Amazonasgesellschaft zur Sicherung der Einheimischen verwendet wurde

1896 war Julio César Arana daran interessiert, sein kleines Hausiergeschäft in Iquitos auszubauen: Er reiste zum Putumayo, nachdem er von den Erfolgen der Kolumbianer gehört hatte. Ein Jahr später starben Aranas größte Konkurrenten in Peru, Carlos Fitzcarrald und Antonio de Vaca Diez, bei einem Bootsunfall auf dem Urubamba. Zusammen mit dem Putumayo waren die Becken des Urubamba und des Madre de Dios die größten Kautschukproduzenten Perus. Nach dem Zusammenbruch der Unternehmen Fitzcarrald & Vaca Diez und ihrer Partnerschaft mit Nicolás Suárez wurde der Putumayo zum einzigen bedeutenden Kautschukproduzenten des Landes. Arana ging eine Partnerschaft mit Larrañaga ein und gründete 1902 die Firma Larrañaga, Arana y compañia. Nach dem Tod von Benjamin Larrañaga am 21. Dezember 1903 kaufte Arena Rafael Larrañagas Anteil an der Firma auf: „Er nutzte ihre Unwissenheit und Dummheit aus, um sie skandalös auszurauben.“ Zu diesem Zeitpunkt war Arana der Hauptherrscher des Putumayo: Er wurde nur noch von unbedeutenden Banden kolumbianischer Kautschukzapfer und indigener Stämme herausgefordert, die noch nicht unter seiner Kontrolle standen. Um sein Gebiet zu verwalten, wurde die Verwaltung auf die beiden Departements La Chorrera und El Encanto aufgeteilt. La Chorrera war der Hauptsitz des Unternehmens entlang des Igaraparaná-Flusses, während der Hauptsitz für den Caraparaná-Fluss in El Encanto lag. Alle Unterabteilungen und Kautschukzapfer ließen ihre Produkte hierher liefern, um sie später über Iquitos zu exportieren.

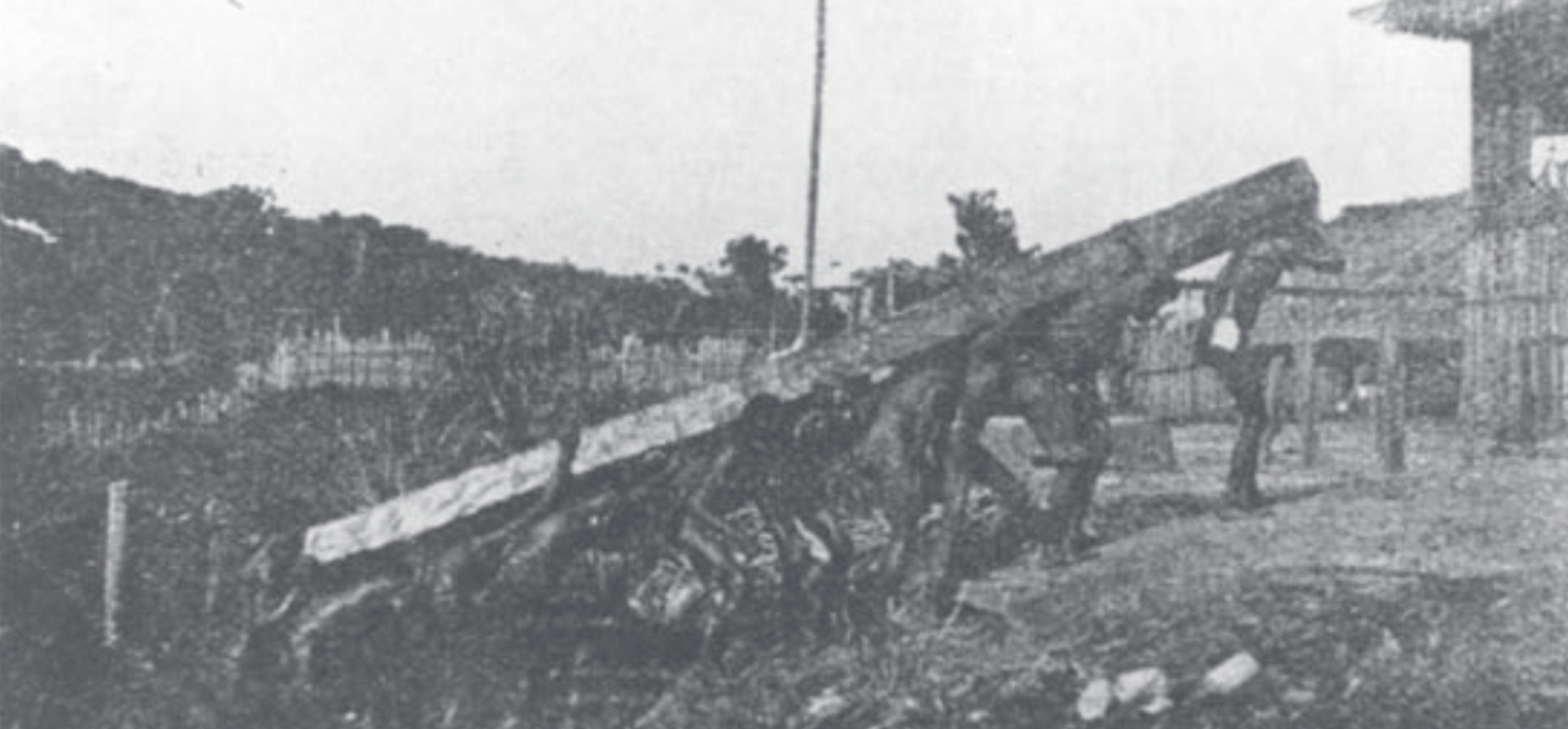
Indigene Witoto-Arbeiter auf einer der Kautschukplantagen von Julio César Arana

Zu den Grausamkeiten, die die Einheimischen durch Mitarbeiter von Aranas Unternehmen erlitten, gehörten unter anderem: Versklavung, Entführung, Familientrennung, Vergewaltigung, Verhungern, Verwendung als Zielscheibe, körperliche Misshandlung einschließlich Geißelung, die oft zum Tod führte, Verbrennung, Erschlagen ihrer Kinder, Zerstückelung und das Verblutenlassen eines verwundeten Eingeborenen durch die Zerstückelung. Wenn sie zu alt waren oder nicht mehr arbeiten konnten, wurden sie ermordet.

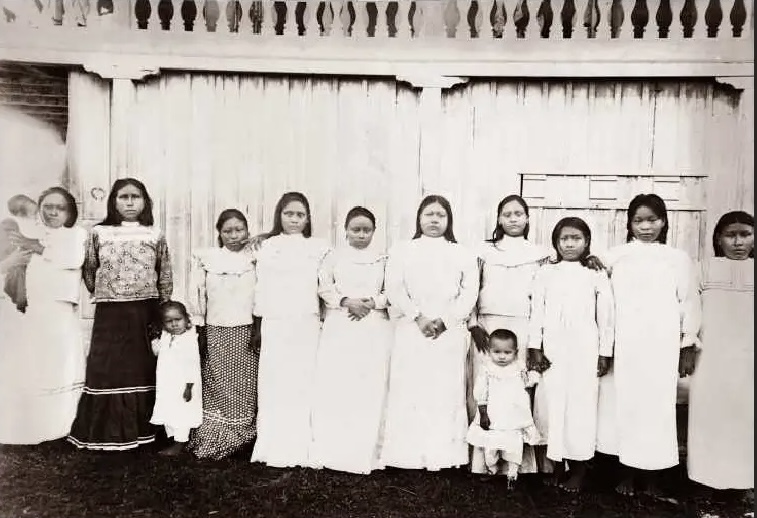
Foto von den „Konkubinen“ der Peruanischen Amazonasgesellschaft in La Chorrera, 1912.

Nach erfolgreichen Geschäftstreffen in England formte Julio Arana 1907 sein Unternehmen zur Peruvian Amazon Company, Ltd. Die peruanische Regierung trat alle Rechte im Amazonasgebiet nördlich von Loreto an die Peruvian Amazon Company ab, nachdem der Firmengründer Julio César Arana das Land erworben hatte. Kurz darauf zwangen private Helfer von Arana – die er aus Barbados mitgebracht hatte – die Indianer, im Austausch für „Gefälligkeiten und Schutz“ für ihn zu arbeiten, wobei das Angebot nicht abgelehnt werden konnte, da Unstimmigkeiten zu ihrer Entführung durch von der Firma bezahlte Söldner führten. Die Amerindianer wurden in abgelegenen Gebieten Isolationsprozessen unterworfen, um unter unmenschlichen Bedingungen Kautschuk zu sammeln. Wenn sie die geforderte Menge nicht erfüllten, wurden sie mit dem Tod bestraft oder verschwanden in „weit entfernten Lagern“, in denen neunzig Prozent der betroffenen Amazonasbevölkerung ausgelöscht wurden.

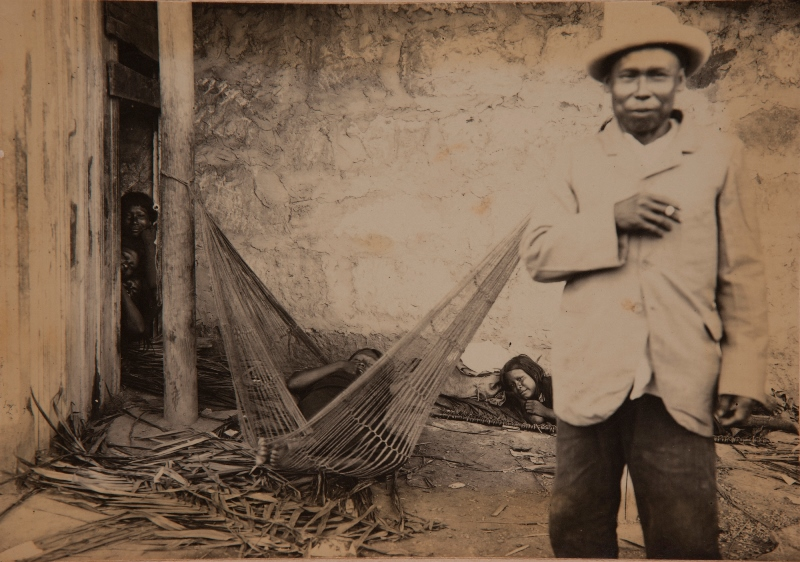
Einer der letzten Barbadier, die 1912 noch im Putumayo lebten. Der Mann ist vermutlich Simeon Ford, in La Chorrera

1910 bereiste Roger Casement, der früher schon die Gräueltaten im Kongo-Freistaat untersucht hatte, im Auftrag der britischen Regierung mit einer Delegation das peruanische Amazonasgebiet und dokumentierte die Verbrechen der britischen Kautschukgesellschaft auf Basis umfassender Anhörungen. Dabei setzte er sich selbst Foltermethoden aus, um deren Wirkung zu erfahren.

## Kautschuk-Stationen
Die Peruvian Amazon Company hatte Dutzende von „Plantagen“ in der Putumayo-Region angelegt. Die Plantagen bestanden aus einer Hauptsiedlung, die von gerodetem Wald umgeben war. Die Beschäftigten des Unternehmens schickten Einheimische in den wilden Wald, um Kautschuk zu sammeln. Die Manager des Unternehmens erhielten eine Kommission, die sich nach der Menge des von ihren einheimischen Arbeitern gesammelten Gummis richtete. Für jede Plantage wurde eine Gewichtsquote festgelegt, die von einem Manager diktiert wurde. Die Strafen für die Nichterfüllung der Quote reichten von Folter, Geißelung, Einäscherung, Verstümmelung bis hin zur Hinrichtung.
Um ihre Arbeitskräfte zu sichern, starteten die Peruaner und Kolumbianer Sklavenüberfälle, bei denen viele entweder gefangen genommen oder getötet wurden. Die Sklavenhändler verschleppten Häuptlinge und ihre Stämme und brachten sie unter Androhung des Todes dazu, Gummi zu sammeln. Wenn die Häuptlinge sich weigerten oder nicht genug Kautschuk einbrachten, wurden sie als Exempel ermordet. Durch Angst und die Einbindung der Eingeborenen in ein Schuldverhältnis schafften die Ausbeuter ein System der Sklaverei. Einige Eingeborene wurden schon in jungen Jahren rekrutiert, um als vertrauenswürdige Killer für die Firma zu arbeiten. Diese Eingeborenen wurden als „muchachos de confianza“ bekannt. Die Barbadier und „muchachos de confianza“ fungierten als Durchsetzer und Vollstrecker der Plantagenmanager. Zusammen mit den Stammeshäuptlingen, die leben durften, verwalteten sie die Kautschukernte.

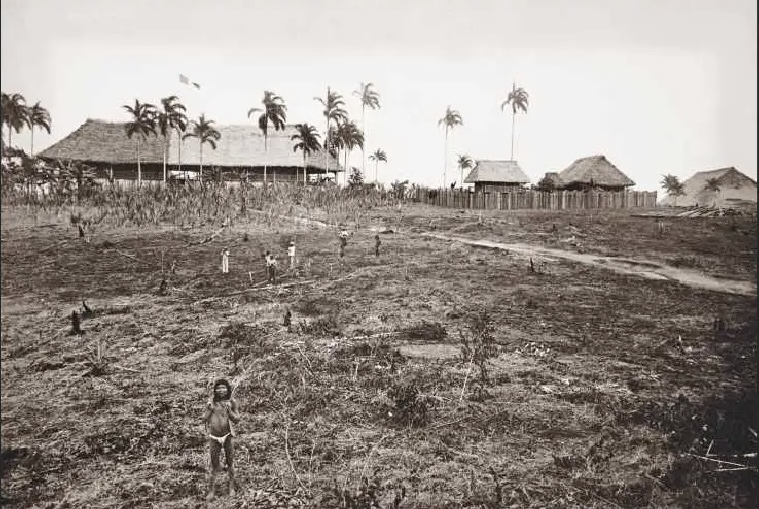
„Die Station Entre Ríos liegt inmitten einer riesigen Lichtung von mehr als 900.000 m².“

Je nach Station mussten die Eingeborenen bis zu 60 Miles (97 km) zurücklegen und dabei zwischen 100 und 165 Pfund (45–75 kg) Kautschuk transportieren. Oft bekamen die Kuriere auf ihrer Reise nur wenig oder gar nichts zu essen und mussten entlang der Lieferroute nach Nahrung suchen. Die Kinder und Familien der einheimischen Kautschukzapfer reisten oft gemeinsam: Andernfalls drohten die Angehörigen zu verhungern.

### La Chorrera
La Chorrera war zur Zeit des Kautschukbooms eine wichtige Siedlung am Fluss Igara-Parana im Putumayo. Sie befand sich oberhalb eines Wasserfalls, der der Siedlung ihren Namen gab. Ursprünglich wurde sie von kolumbianischen Kautschukexporteuren besiedelt, ging aber 1903 in den Besitz der Peruvian Amazon Company über. Victor Macedo wurde der Manager der Gesellschaft in La Chorrera, das zum regionalen Hauptquartier am Fluss Igara-Parana wurde. Die Plantagen von La Sabana, Atenas, Entre Rios, Occidente, Matanzas, La China, Urania und Ultimo Retiro lieferten ihren Kautschuk nach La Chorrera.
Im Jahr 1906 gab der Manager Victor Macedo den Befehl, „alle verstümmelten Indianer sofort zu töten, und zwar aus folgenden Gründen: Erstens, weil sie Nahrung zu sich nahmen, obwohl sie nicht arbeiten konnten, und zweitens, weil es schlecht aussah, wenn diese verstümmelten Elendsgestalten herumliefen. Diese weise Vorsichtsmaßnahme von Macedo macht es schwierig, trotz der vielen Verstümmelungen überhaupt noch verstümmelte Indianer zu finden. Denn die Henker befolgen diesen Befehl und töten alle verstümmelten Indianer, nachdem sie ihrer Meinung nach ausreichend lange gelitten haben.“
Manager wie Elías Martinengui, der Atenas beaufsichtigte, zwang seine Arbeiter, Tag und Nacht zu arbeiten und ließ ihnen keine Zeit, um zu pflanzen oder Nahrung zu sammeln. In Bezug auf die Plantage Atenas schrieb Roger Casement: „Die gesamte Bevölkerung dieses Bezirks wurde von Elias Martenengui systematisch ausgehungert. Martenengui bearbeitete sein ganzes Gebiet zu Tode und ließ den Indianern keine Zeit, um zu pflanzen oder Nahrung zu finden. Sie mussten Kautschuk ernten oder getötet werden, arbeiten und sterben.“

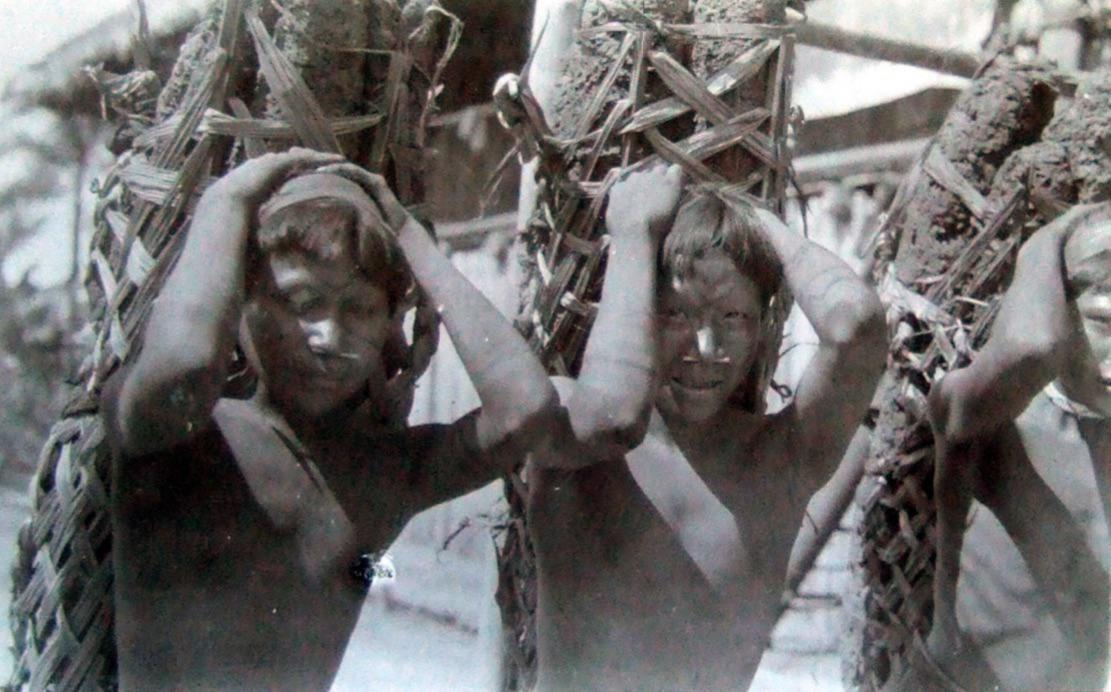
Roger Casement wog die Lasten, die diese Jugendlichen trugen, und schätzte ihr Gewicht auf jeweils 75 Kilo. Die Indianer trugen sie über eine Strecke von 100 km, ohne dass sie etwas zu essen bekamen.

### El Encanto
El Encanto war zur Zeit des Kautschukbooms die wichtigste Siedlung am Caraparaná. Ursprünglich gehörte die Siedlung ein paar Kolumbianern, den Brüdern Calderon. Die Calderons verloren ihren Besitz in Encanto an das Unternehmen von Arana, und kurz darauf wurde Miguel S. Loayza dort Regionalmanager. Ein ehemaliger Beschäftigter namens Carlos Soplín, der vor einem Notar schwor, dass der Inspektor der Abschnitte für Encantos „in den sechs Jahren, die er in dieser Region verbracht hat, über fünftausend Indianer ausgepeitscht haben muss“. Die Plantagen von Abisinia, Santa Julia, Argelia, Esperanza, Inodstan, La Florida und La Sombra lieferten ihre Produkte an El Encanto.
Walter Ernest Hardenburg wagte sich 1907 in den Putumayo, kurz nachdem die Peruvian Amazon Company registriert worden war. Hardenburg wurde von einer Gruppe bewaffneter Männer, die für Loayza arbeiteten, festgenommen und nach Encanto gebracht, wo er sich ein Bild vom Zustand der Eingeborenen machte. Dort sah er Menschen in verschiedenen Stadien der Krankheit und des Verhungerns. „Diese armen Schlucker waren ohne Medikamente und Nahrung den brennenden Strahlen der senkrechten Sonne, dem kalten Regen und dem starken Tau des frühen Morgens ausgesetzt, bis der Tod sie von ihren Leiden befreite.“ Sobald die Eingeborenen gestorben waren, wurden ihre Leichen in den Fluss Caraparaná geworfen.

## Liste aufgezeichneter Massaker
| Jahr | Datum                   | Ort           | Beschreibung | Gemeldete Todesopfer | Quellen       |
| ---- | ----------------------- | ------------- | --- | -------------------- | ------------- |
| 1903 | 10. August              | Abisinia      | Abelardo Agüero fesselte 50 Eingeborene mit Stöcken, ohne ihnen Essen oder Wasser zu geben. Als die Eingeborenen zu sterben begannen, wurden sie an einen Pfahl gebunden und von Agüero erschossen, der sie mit seinem Mauser-Revolver als Zielscheibe benutzte. | 50                   | [ 19 ]        |
| 1903 | 24. September           | La Chorrera   | 25–40 Ocaina wurden in La Chorrera massakriert, als sie die Gewichtsquote für Kautschuk nicht erfüllten. Die Eingeborenen wurden ausgepeitscht, lebendig verbrannt und dann erschossen. Richter Carlos A. Válcarcel gibt 25 an, ein Bericht des US-Außenministeriums über die Sklaverei in Peru beschreibt dasselbe Ereignis und nennt 30 Einheimische. Der Augenzeuge Daniel Collantes gab 40 Einheimische an, als er das gleiche Massaker beschrieb. | 25–40                | [ 20 ] [ 21 ] |
| 1903 | ungeklärt               | Ultimo Retiro | Chontadura, Ocainama und Utiguene wurden von José Inocente Fonseca nach Ultimo Retiro gerufen. Hunderte von Einheimischen erschienen. Inocente Fonseca griff zu seinem Gewehr und massakrierte mit 6 weiteren Beschäftigten 150 Einheimische, darunter Männer, Frauen und Kinder. Nachdem sie geschossen hatten, setzten Fonseca und die anderen Täter Macheten gegen die Verwundeten ein. Die Leichen wurden später verbrannt.                        | 150                  | [ 20 ]        |
| 1905 | März                    | ungeklärt     | João Baptista Braga, ein brasilianischer ehemaliger Beschäftigter der Peruvian Amazon Company, beschrieb das Massaker an 35 Einheimischen. João sollte die Gefangenen auf Befehl von Abelardo Agüero töten, aber João weigerte sich, dies zu tun. Stattdessen ordnete Agüero an, dass Augusto Jiminez die Einheimischen hinrichten sollte. | 35                   | [ 21 ]        |
| 1907 | „Mitte des Jahres 1907“ | Matanzas      | Drei alte Einheimische und 2 Töchter wurden von Armando Normand getötet: Ihre Leichen wurden von Hunden gefressen, die Normand abgerichtet hatte. | 5                    | [ 22 ]        |

## In der Populärkultur
- Der Roman Der Traum des Kelten von Mario Vargas Llosa beschreibt einige der Erfahrungen des Iren Roger Casement bei der Untersuchung des Völkermords
- The Vortex von José Eustasio Rivera basiert auf den Ereignissen. Insbesondere die Ereignisse, die durch die Erzählung von Don Clemente Silva geschildert werden.
- Der Schamane und die Schlange unter der Regie von Ciro Guerra enthält Figuren, die vom Völkermord betroffen sind